# كوجي أونو
كوجي أونو (باليابانية: 宇野浩二) (26 يوليو 1891، فوكوكا في اليابان - 21 سبتمبر 1961)؛ كاتب وروائي ياباني.
ولد أونو في فوكوكا لوالدين من أصل الساموراي وكان جده قائد شرطة ووالده معلم، بعد وفاة والده عندما كان أونو في الرابعة من عمره فقدت عائلته جميع مدخراتهم في سوق الأوراق المالية، عندما كان أونو في الثامنة من عمره تم إرساله للعيش مع جدته وعمه في Sōemonchō كما أصبحت والدته نادلة. عاش بجانب منطقة Dōtonbori الترفيهية بين Geisha وبائعي الهوى وصانعي الشعر المستعار والمقامرين؛ حيث التحق بمدرسة Rikugun الابتدائية من 1899 إلى 1901 ثم التحق بمدرسة Tennōji المتوسطة حيث تعلم قراءة اللغة الإنجليزية واعجب بأدب نيكولاي غوغول. انتقل في عام 1910 إلى طوكيو لدراسة الأدب الإنجليزي في جامعة واسيدا؛ حيث قرأ الشعر الرمزي والحداثي الروس بما في ذلك ليونيد أندريهيف وميخائيل أرتيباشيف وكونستانتين بالمونت وألكساندر كوبرين وفيودور سولوجوب ووبوريس كونستانتينوفيتش زايتسيف.
نشر في سن الثامنة والعشرون أول عمل رئيسي له  "في المخزن" الذي انتقد أسلوبه العامي والمثير للسخرية بإعتباره "زائفًا" و"شعبيًا".
بعد سبع سنوات (1927-1933) من الأمراض العقلية والصمت أصبحت منشوراته أكثر تقليدية وشارك أونو في الحياة الأدبية في ذلك الوقت، كتب مقالات عن الحياة الأدبية في فترة تايشو (1912-1926) خلال الحرب العالمية الثانية .

حصل على جائزة يوميوري في عام 1950 عن روايته Omoigawa (思 ひ 川 ، نهر الفكر) عام 1948 وأشاد بقوة لسيرته النقدية لعام 1951 للمؤلف Ryūnosuke Akutagawa. في عام 1953، قام بحملة للإفراج عن عشرين عاملاً من عمال المصانع الشيوعيين المتهمين بتخريب قطار الشحن الوطني للسكك الحديدية اليابانية ونشر روايتين نيابة عنهم وتجول في الصين في عام 1956 بناءً على دعوة شخصية من Zhou Enlai. مات أونو من مرض السل الرئوي.